# Enrique Butty
Enrique Butty (Buenos Aires, 2 de noviembre de 1887-ídem 24 de abril de 1973) fue un ingeniero, docente, decano y rector en la Universidad de Buenos Aires. Fue una de las luces de la ingeniería argentina del siglo XX, además de haber sido un gran administrador de diversas empresas públicas, socio honorario de la Sociedad Científica Argentina y profesor Honorario de la Universidad de Buenos Aires.

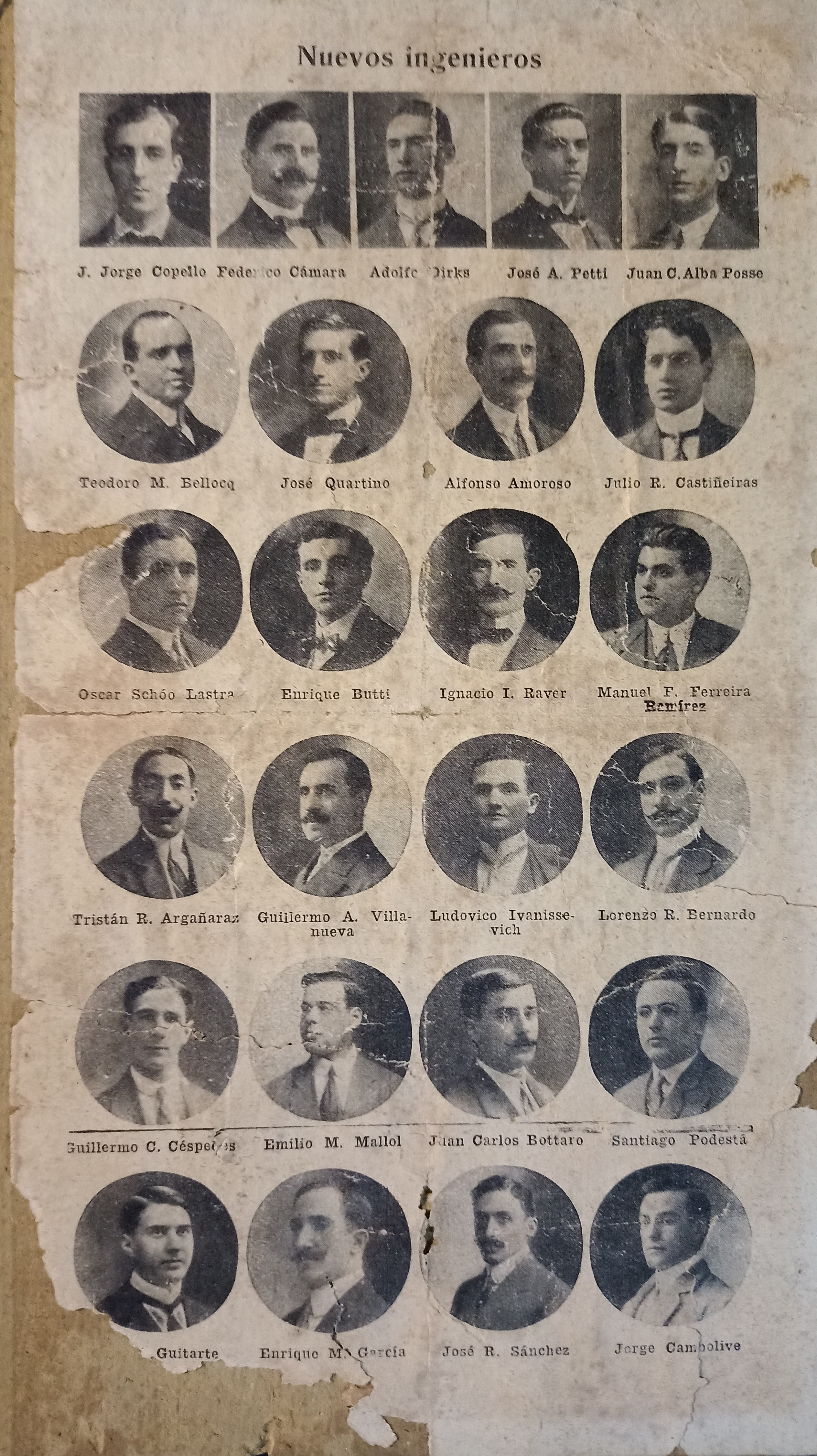
Promoción de ingenieros de la UBA del año 1911

Se graduó de Ingeniero Civil en la Universidad de Buenos Aires en 1911, cuando inició una carrera de más de sesenta años de docencia e investigación entre otras destacadas actividades.
Dictó las Cátedras de Mecánica Racional y Construcciones Metálicas y de Madera en la Universidad Nacional de La Plata, de Resistencia de Materiales y Teoría de la Elasticidad en la Facultad de Ciencias Exactas y Naturales de la Universidad de Buenos Aires.
En la Facultad de Ingeniería UBA fue Consejero y Vicedecano; en 1927 es elegido Decano por el período 1927 a 1931, pero renuncia en 1930 para asumir como Rector de la Universidad. En 1932 asume por segunda vez como Decano de la Facultad, hasta 1936.
Inicia sus publicaciones en 1912 con "Teoría de los Bimomentos y su aplicación a la flexión compuesta" y "Método gráfico para el cálculo del Hormigón Armado". En 1917 plantea por primera vez en el mundo su "Método por reducciones sucesivas para la resolución de sistemas de múltiple indeterminación estática", y como resultado de su gran repercusión fue invitado en 1929 a dictar un curso en la Escuela Especial de Ingenieros de Caminos, Canales y Puertos de Madrid.
En 1921-22 publica "Resolución estática de sistemas planos", en dos volúmenes; en 1931 aparece, "Introducción a la Física matemática" y "Lecciones de mecánica teórica"; en 1942, "Cálculo de estructuras hiperestáticas constituidas por piezas rectilíneas"; en 1943, "Pandeo: inestabilidad del equilibrio elástico y anelástico" y en 1946, una de sus obras fundamentales, "Tratado de Elasticidad teórico-técnica (elastotecnia)". En 1968 la Academia Nacional de Ingeniería de Argentina instauró el "Premio Ingeniero Enrique Butty" para distinguir a quienes se destacan en el ámbito de la ingeniería civil.
Durante su carrera profesional ejerció los cargos de Presidente de Obras Sanitarias de la Nación entre 1938 y 1943, Presidente de YPF en 1943 y Presidente de SEGBA entre 1961 y 1966.
Fue colaborador y luego director de las revista del "Centro de Estudiantes de Ingeniería", varias veces presidente del Centro Argentino de Ingenieros.
Participó en política, siendo afiliado al Partido Demócrata Nacional. Fue candidato a diputado nacional por la provincia de Buenos Aires en 1946 pero no resultó electo. 
Fue distinguido con diversos honores: académico de la Academia Nacional de Ciencias Exactas Físicas y Naturales; académico fundador de la Academia Nacional de Ingeniería y de la Academia Nacional de Ciencias de Buenos Aires; miembro correspondiente honorario del Colegio de Doctores de Madrid; académico honorario de la Academia de Ciencias de Córdoba; miembro correspondiente de la Academia Geográfica del Perú; académico correspondiente extranjero de la Academia Española de Ciencias Exactas; Profesor Honorario de la Universidad de Buenos Aires; socio Honorario de la Sociedad Científica Argentina; Premio Nacional a la Producción Científica en 1917 y 1924. Murió en Buenos Aires en 1973, a los 86 años.
La biblioteca de la Facultad de Ingeniería de la Universidad de Buenos Aires lleva su nombre en su honor.http://www.fi.uba.ar/es/node/927
La Academia Nacional de Ingeniería de Argentina instauró el "Premio Ingeniero Enrique Butty" para distinguir a quienes se destacan en el ámbito de la ingeniería civil.
Sobre la especialización de los estudios secundarios técnicos puede encontrarse material en el trabajo de Inés Dussel y Pablo Pineau, "De cuando la clase obrera entró al paraíso: La educación técnica estatal en el primer peronismo".
Butty, E., La ingeniería. Enseñanza- Profesión-Función Social, Buenos Aires, Estudios Gráficos Tomás Palumbo- Centro de Estudiantes Ingeniería, 1932.
El ingeniero Enrique Butty murió en la ciudad de Buenos Aires en 1973, a los 86 años de edad.
| Predecesor: Ricardo Rojas | Rector de la UBA 1930 | Sucesor: Benito Nazar Anchorena |